# Myrmotherula surinamensis
Myrmotherula surinamensis là một loài chim trong họ Thamnophilidae.